# Parco nazionale Abisko
Il parco nazionale Abisko è un parco nazionale svedese, nel comune di Kiruna, nella contea di Norrbotten. 
È stato istituito nel 1909, sette anni dopo l'inaugurazione della stazione turistica di Abisko. 

## Storia
Nonostante l’area fosse già tutelata precedentemente da una riserva naturale, il parco nazionale di Abisko è stato ufficialmente costituito nel 1909, e ciò lo ha reso uno dei primi della Svezia. 
In particolare, la strada ai visitatori è stata aperta grazie alla costruzione, alcuni anni prima, di una ferrovia che si estendeva dalla miniera di Kiruna fino al porto di Narvik, permettendo la spedizione del minerale di ferro durante tutto l'anno. 
Durante i lavori, le squadre ferroviarie crearono piccole comunità lungo la ferrovia: l’attuale sentiero escursionistico “Rallarvägen”, allora utilizzato per trasportare materiale, risale a quel periodo. 
Grazie alla ferrovia, un numero crescente di turisti ha raggiunto Abisko e la sua stazione turistica. Il parco nazionale di Abisko è tuttora meta di numerosi artisti, botanici, appassionati di fitness ed escursionisti, senza contare la grande quantità di visitatori attratti dall’aurora boreale.

## Territorio
Il parco si trova nella regione della Lapponia svedese, vicino alla Norvegia, occupa una superficie di 7700 ha ed è situato su un'area di montagna rocciosa solcata di venature calcaree.
Il parco tutela la valle formata dai ghiacci dell'entroterra, attraversata dal fiume Abiskojokk, e il canyon fiancheggiato dallo stesso fiume, che poi si immette a nord nel lago Torneträsk, il terzo più grande della Scandinavia.

## Flora
La flora del parco nazionale di Abisko è estremamente ricca e variegata.
La vallata del Parco è occupata da boschi di betulle e di pini, mentre i pendii del monte Njulla sono ricoperti da sole betulle.

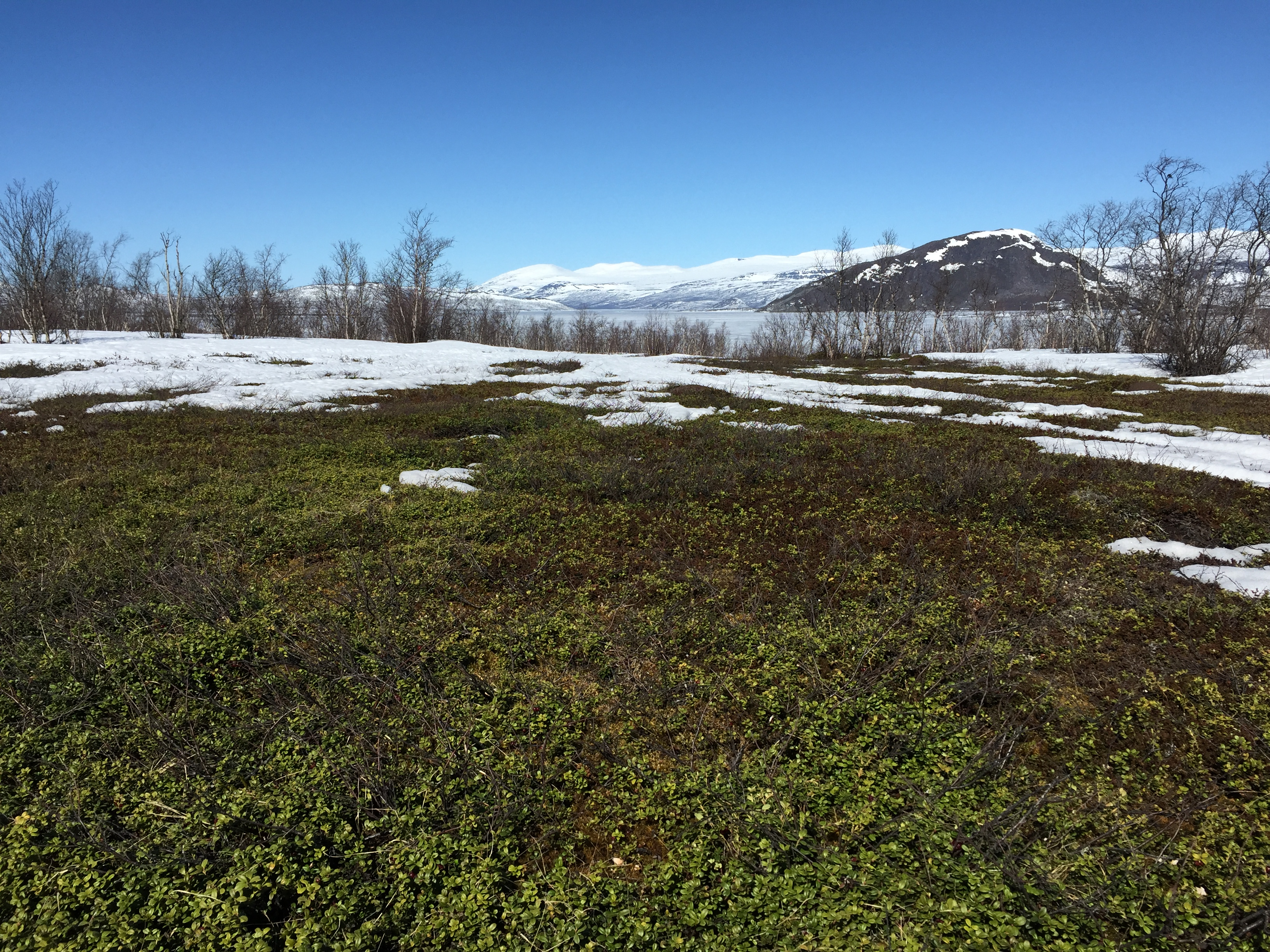

A metà degli anni Cinquanta, queste sono state gravemente messe a rischio da un'infestazione della falena Epirrita Autumnata, che ha provocato la defogliazione dei boschi e la morte dell’80% dei germogli.
Lungo il fiume Abiskojåkka e sulle montagne crescono molte piante rare, tanto che il monte Njullá, parzialmente compreso nel parco, è a volte indicato come "la montagna dei fiori" data l’abbondanza di esemplari che presenta.
Tracce di calcare nel terreno sono indicate dalla presenza di esemplari come il camedrio alpino (Dryas octopetala), il rododendro lappone (Rhododendron lapponicum) o la carnivora Pinguicula alpina.
Si trovano anche esemplari di arnica artica (Arnica angustifolia) e di sassifraga alpina (Saxifraga cespitosa), ma il fiore più famoso di Abisko è l'orchidea della Lapponia (Platanthera obtusata). Essa è favorita dal clima soleggiato ed è stata individuata solo qui in tutto il paese.
Il ruscello Rihtunjira attraversa le varie zone di vegetazione, ed è anch’esso interessante dal punto di vista della vegetazione. Da quando infatti, nel 1982, una valanga si è rovesciata lungo il suo corso, portando piante e semi di piante dalla montagna, vi si sono create vicino nuove aree di vegetazione.

## Fauna
Nel parco nazionale sono presenti, sebbene difficili da individuare, predatori come orsi, ghiottoni, e linci. Vi è anche una popolazione di renne e di alci, le quali trovano foraggi con facilità dato che il manto nevoso non è profondo.
Nella foresta di betulle e nelle brughiere alpine è inoltre possibile individuare lepri, ermellini, serpenti, volpi artiche e lemming.
Inoltre, nella zona di Abisko, sono state osservate oltre 200 specie di uccelli. In certi anni, sulle pendici del monte Njullá sono stati osservati esemplari rari come silvia artica e il luì boreale. L'aquila reale, l'aquila grigia (Haliaeetus albicilla), la poiana e il girfalco cacciano sulla montagna, mentre nella foresta di betulle è possibile individuare l’acanthis, il luì grosso e la peppola. Altre specie sono il pettazzurro, e, sulle lande di montagna, il piviere dorato e il piviere tortolino. Durante le notti primaverili, sulle zone umide, è possibile rintracciare trampolieri come la tringa glareola, il chiurlo piccolo e la pantana comune. È anche possibile avvistare la gavia stellata tra i piccoli laghi.
Per proteggere la nidificazione degli uccelli, il delta del fiume Abiskojakka è chiuso ai visitatori dal 1 maggio al 31 luglio, ogni anno.

## Clima
Il clima di Abisko è di tipo artico continentale, ma data la vicinanza con l'Oceano Atlantico l'area tutelata dal parco gode di un clima marittimo, con estati tiepide ed inverni non troppo rigidi (le temperature minime scendono di solito intorno a -10° o -15°) . 

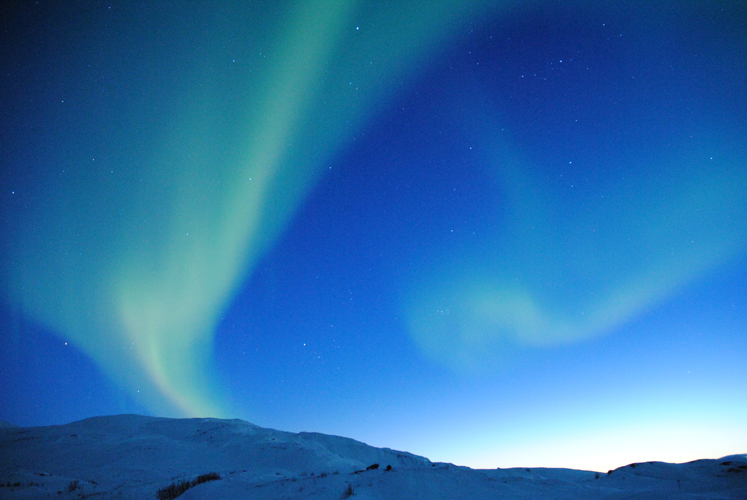
Aurora boreale ad Abisko.

Nonostante l'aria umida dell'Atlantico, Abisko presenta una delle più basse percentuali di precipitazioni di tutta la Svezia: le montagne che circondano il parco rappresentano infatti una sorta di protezione, ed è per questo che solo 330 ml circa di pioggia all'anno bagnano il territorio. Inoltre, le particolari condizioni climatiche favoriscono, nel periodo compreso tra novembre e marzo, la comparsa dell'Aurora boreale. Abisko è considerato uno dei migliori posti sulla terra da cui osservare l'aurora boreale, e questo è motivo di attrazione per molti turisti. 
Oltre ad essere paradiso per turisti ed escursionisti, il Parco nazionale Abisko dal 2022 accoglie, come si legge in un numero della rivista  Max Plank Researh, ricercatori dell'Institut Max Plank di  Biogeochimica di Jena per misurare sul luogo i gas serra rilasciati dallo scongelamento del terreno come metano, anidride carbonica e protossido di azoto. Il terreno ghiacciato dell'emisfero del Nord conserva vaste quantità di carbone in una forma organica. Durante il disgelo i microorganismi sono in grado di decomporsi sul terreno portando alla formazione e alla produzione di gas serra. I risultati della ricerca sul campo sono utilizzati per affinare i modelli di verifica e valutazione del sistema climatico, da usare poi come base per prevedere i futuri sviluppi climatici.
Altro motivo di interesse è il fenomeno del sole di mezzanotte, che avviene da inizio giugno a metà luglio (per un totale di sei settimane).  

## Popolo dei Sami
L’area è stata occupata per secoli dai Sami, popolo dedito ad attività di caccia e pesca, che ha occupato principalmente l'area intorno al lago Torneträsk.
Sebbene la loro cultura si sia evoluta nel tempo, i Sami hanno mantenuto molte delle loro pratiche tradizionali e, in particolare, l’importanza rappresentata dalle renne nella loro vita. 
Inizialmente cacciatori, essi divennero col tempo allevatori di renne, e quest’attività è tutt’ora praticata secondo uno schema di transumanza.
Nel parco è possibile vedere tracce di trappole per renne, vecchi focolai e siti di capanne. Oggigiorno la maggior parte dei membri della comunità Sami vive nella comunità di Rensjön.

## Stazione di ricerca scientifica di Abisko
La ricerca ecologica ad Abisko copre la foresta di betulle, le paludi, le brughiere di montagna, le regioni alpine, i ghiacciai, i laghi e i fiumi, e la stazione di ricerca scientifica Abisko svolge un ruolo internazionale di primo piano in questi studi. 
Si tratta di un'infrastruttura moderna e completa situata a circa 200 km a nord del circolo polare artico in Svezia (68º21'N, 18º49'E). Dispone di strutture standard internazionali che supportano una serie di ricerche e approfondimenti: dall'osservazione e dal monitoraggio alla sperimentazione all'interno di ambienti terrestri e d'acqua dolce. 
Già nel 1903 a Katterjokk fu sviluppata una stazione di ricerca, a circa 30 km a ovest di Abisko. Quando l'edificio fu distrutto nel 1910, fu costruita a Abisko una struttura superiore, dove nel 1913 furono avviate ricerche meteorologiche e ricerche sulle scienze naturali.
La stazione ora detiene una documentazione ambientale unica e molte attività di ricerca per un totale di circa 3 000 pubblicazioni scientifiche, attirando l'interesse di scienziati da tutto il mondo.
I dati registrati a lungo termine consistono in diverse variabili ambientali come il clima, la profondità della neve, lo spessore del ghiaccio e la durata del ghiaccio su Torneträsk. Inoltre, il monitoraggio comprende anche idrologia, chimica dell'acqua, flora e fauna, oltre a fenologia, geomagnetismo e composizione dell'isotopo del carbonio atmosferico.